# Historia de los uigures

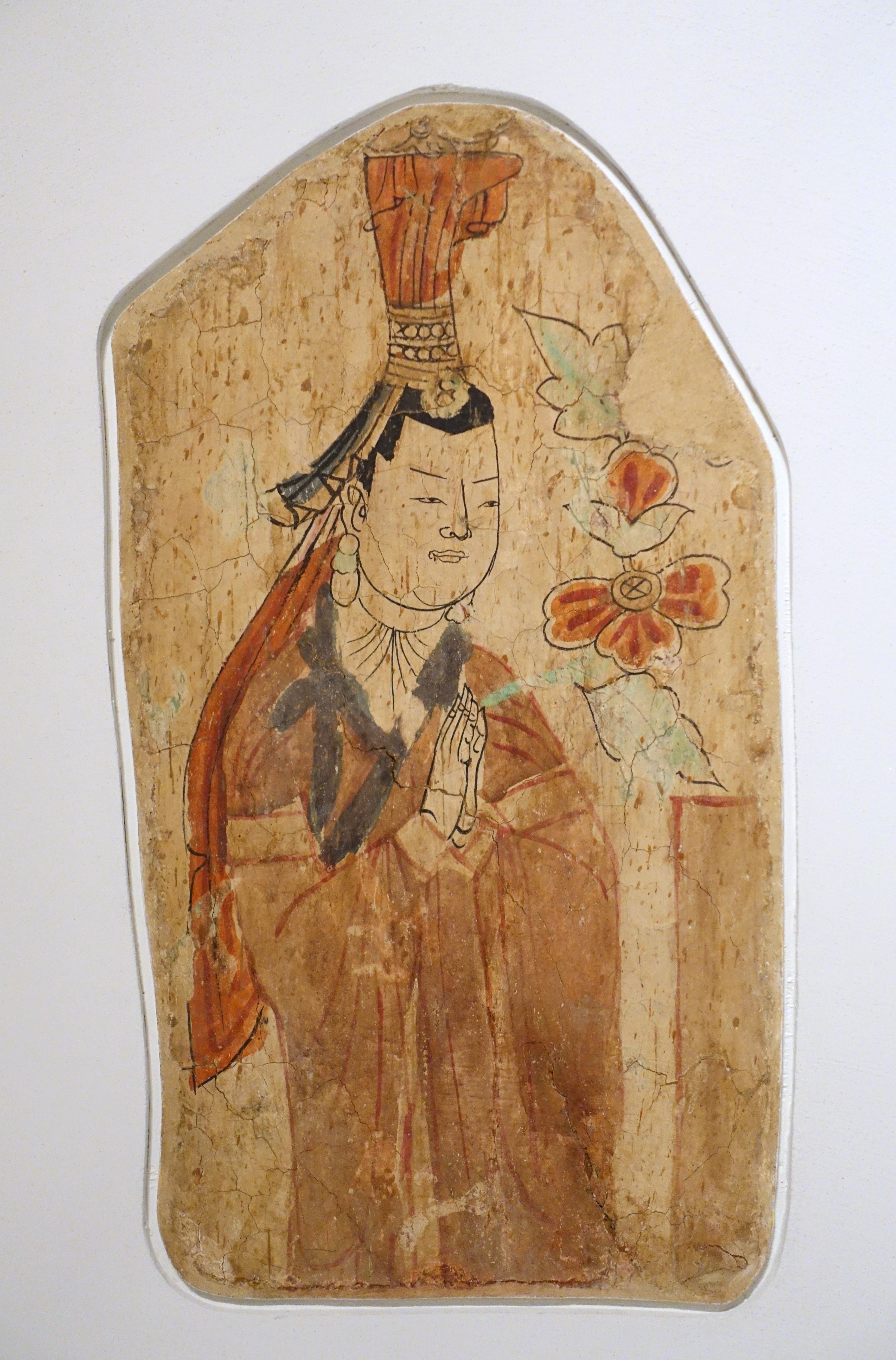
Una mujer uigur y donante al Buda, de las cuevas de Bezeklik Thousand Buddha, Xinjiang, China, pintura mural, siglos XI-XI de nuestra era.

Los historiadores nacionalistas uigures de la República Popular China y Estados Unidos postulan que el  pueblo uigur tiene milenios de antigüedad y puede dividirse en cuatro fases distintas: Preimperial (300 a.C. - 630 d.C.), imperial (630-840 d.C.), Idiqut (840-1200 d.C.) y mongol (1209-1600 d.C.), con tal vez una quinta fase moderna que va desde la muerte de la Ruta de la Seda en 1600 d.C. hasta la actualidad. En resumen, la historia de los uigures es la historia de una pequeña tribu nómada de las montañas Altái que compite con las potencias rivales en Asia Central, incluyendo otras tribus altaicas, los imperios  indoeuropeos del sur y del oeste, y los imperios  sino-tibetanas del este. Después del colapso del kanato uigur en el año 840 d.C., los antiguos uigures se reasentaron de Mongolia a la cuenca del Tarim, asimilando la población indoeuropea, que previamente había sido expulsada de la región por el Xiongnu. Finalmente, los uigures se convirtieron en funcionarios públicos que administraban el Imperio Mongol.

## Historia controvertida
La historia del  pueblo uigur, al igual que su origen étnico, es una cuestión debatida entre los nacionalistas uigures y la autoridad china. Los historiadores de los uigures los consideraban los habitantes originales de Xinjiang, con una larga historia. El político e historiador uigur Muhemmed Imin Bughra escribió en su libro A history of East Turkestan, enfatizando los aspectos turcos de su pueblo, que los turcos tienen una historia de 900 años, mientras que el historiador Turgun Almas incorporó descubrimientos de momias de Tarim para concluir que los uigures tienen más de 6400 años de historia, y el  Congreso Mundial de los Uigures reivindicó una historia de 4000 años. Sin embargo, los historiadores chinos generalmente rastrearon el origen de los uigures hasta los Tiele, algunos hasta los Dingling, así como otras personas mencionadas en antiguos textos chinos como el Guifang. La opinión oficial china afirma que los uigures son de origen tiele, y solo se convirtieron en la principal fuerza social y política en Xinjiang durante el siglo IX cuando emigraron a Xinjiang desde Mongolia tras el colapso del khanato uigur, sustituyendo a los chinos han que afirmaban que existían desde la dinastía Han. Sin embargo, muchos eruditos occidentales modernos no consideran que los uigures modernos desciendan directamente del antiguo khanato uigur de Mongolia, sino que son descendientes de diversos pueblos, entre los cuales los antiguos uigures son solo uno.
Algunos nacionalistas uigures afirmaron que eran descendientes de los tocarios. Descubierta en buen estado de conservación de un pueblo de aspecto europeo, indica la migración de un pueblo indoeuropeo a la zona del Tarim a principios de la edad de bronce alrededor del año 2000 a. de J.C. Esta gente probablemente hablaba Tocario, y fueron sugeridos por algunos para ser los Yuezhi mencionados en el antiguo texto chino y que más tarde fundaron el Imperio Kushan. La reivindicación de los uigures se basa en parte en una palabra, que, a su juicio, era uigur, y que se encontraba en guiones escritos asociados con estas momias, aunque otros lingüistas sugirieron que era una palabra sogdiana absorbida más tarde por el uigur. Las migraciones posteriores trajeron pueblos del oeste y del noroeste al área de Xinjiang, probablemente hablantes de varias lenguas iraníes como las tribus saka. Otros pueblos antiguos de la región mencionados en los antiguos textos chinos son los xiongnu, que lucharon por la supremacía en la región contra los chinos durante varios cientos de años. Algunos nacionalistas uigures afirmaron descender del Xiongnu (además de estar relacionados con los  hunos blancos), sin embargo, esta opinión es cuestionada por los eruditos chinos modernos. Esta afirmación de Xiongnu se originó a partir de varios textos históricos chinos; por ejemplo, según la historia china, el fundador de los uigures descendía de un gobernante de Xiongnu.
El coronel James Churchward eligió una imagen de la escultura de doble cabeza titulada "El doble director", que se cree que es de la antigua capital de los uigures, como frontispicio para su libro  Los símbolos sagrados de Mu, publicado en 1933. A esta escultura informa:
La ciudad ha sido destruida hace unos 18 000 a 20 000 años -los registros chinos dicen que hace 19 000 años- es probablemente el registro más antiguo de la creación del hombre con el principio dual.

## Época preimperial
Muchos historiadores rastrearon la ascendencia de la tribu uigur hasta los pastores altaicos llamados Tiele, Tura en uigur, que vivían en los valles al sur del lago Baikal y alrededor del río Yenisei. Los tiele aparecen por primera vez en la historia en el año 357 bajo el etnónimo chino "Gaoche" (Qangqil en uigur), refiriéndose a los carros tirados por bueyes con ruedas altas y distintivas que se utilizan para el transporte de yur. Los territorios tribales de los tiele habían sido ocupados anteriormente por los dingling, un antiguo pueblo siberiano, algunos de los cuales habían sido absorbidos por los tiele. Los tiele practicaban una agricultura menor y eran metalúrgicos altamente desarrollados debido a la abundancia de mineral de hierro fácilmente disponible en el río Yenisei.
Los tiele fueron subyugados por los xiongnu en c 300 a.C., quienes los pusieron a trabajar en la fabricación de armas. Después del colapso del imperio de Xiongnu fueron pasados como metaleros vasallos a los Rouran y Hepthalite.
Una tribu tiele de doce clanes, los fufuluo (en chino, 副伏罗; pinyin, Fùfúluó), reunió suficiente poder para crear un estado, el reino A-Fuzhiluo (481-520 d. C.), en Dzhungaria. Los fufulo son citados a menudo como ancestros uigur en la historia china, famosamente en el Suishu.

Los antepasados de los Tiele pertenecían a los descendientes de los Xiongnu, teniendo las mayores divisiones de tribus. Ocuparon los valles y se dispersaron por la vasta región al oeste del Mar del Oeste.
En el área al norte del Río Duluo (Río Tuul), son los Pugu, Tongluo, Weihe (Orkhon Uyghur), Bayegu, Fuluo (Fufuluo), todos ellos llamados Sijin (Irkin). Otras tribus como Mengchen, Turuhe, Sijie (Esegel]  , (Pin. Asijie, Sijie' 思結), Hun (Hunyu), Hu, Xue (Huxue) y así sucesivamente, también habitaban en esta área. Tenían un ejército invencible de 20 000 hombres.
Los nombres de estas tribus difieren, pero todas ellas pueden clasificarse como Tiele. Los tieles no tienen maestro, pero están sometidos al Tujue oriental y al Tujue occidental (Göktürks) respectivamente. No tienen una residencia permanente, y se mueven con los cambios de pasto y agua. Sus principales características son, en primer lugar, que poseían una gran ferocidad y, sin embargo, mostraban tolerancia; en segundo lugar, que eran buenos jinetes y arqueros; y, en tercer lugar, que mostraban codicia sin límites, ya que a menudo se ganaban la vida saqueando. Las tribus hacia el oeste eran más cultivadas, pues criaban ganado y ovejas, pero menos caballos. Desde que los Tujue establecieron un estado, fueron reclutados como auxiliares del imperio y conquistados tanto hacia el este como hacia el oeste, anexando todas las tierras de la región norte.
Las costumbres de Tiele y Tujue no son muy diferentes. Sin embargo, un hombre de Tiele vive en la casa de su esposa después del matrimonio y no regresará a su propia casa con su esposa hasta el nacimiento de un hijo. Además, los Tiele también entierran a sus muertos bajo tierra. Suishu, 84

En el año 546 d.C., los Fufulo dirigieron a las tribus Tiele en una lucha contra la tribu Türk en el vacío de poder dejado por la desintegración del estado de Rouran. Como resultado de esta derrota, fueron forzados de nuevo a la servidumbre. Este incidente marcó el comienzo de la histórica animosidad de Türk-Tiele que afligía a ambos Göktürk Khanates.  En algún momento durante su subyugación, nueve tribus Tiele formaron una coalición llamada Tokuz-Oguzes. "Nueve Tribus", que también incluía el "Nine Tribes". (Syr-Tardush), Basmyl, Oguz, Khazar, Alans,  Kyrgyz, Tuva y  Yakut bajo el liderazgo del Xueyantuo.
En el 600 d.C. China se alió con Erkin Tegin, de la tribu uigur, contra el Imperio Göktürk, su enemigo común. Esta alianza fue la primera mención histórica de la tribu uigur, que entonces residía en el río Tuul. Valle con una población de 10.000 habitantes (~40.000 personas). En el año 603 d.C., la alianza se disolvió tras la derrota de Tardu Khan, pero tres tribus quedaron bajo el control de los uigures: Bugut, Tongra y Bayirqu.
En el año 611 d.C., los uigures liderados por los seyanto (Ch. Xueyantuo) derrotaron una invasión de Göktürk; sin embargo, en el año 615 d.C. fueron puestos nuevamente bajo el control de Göktürk por Shipi Qaghan. En el año 627 d.C., los uigures, ahora dirigidos por Pusa Ilteber, participaron en otra revuelta de Tokuz-Oguz contra los göktürk, otra vez encabezada por la tribu seyanto. En el año 630 d.C. el Janato de Göktürk fue derrotado decisivamente por el TangTaizong. Los uigures ocuparon la segunda posición después del Xueyantuo en el Tokuz-Oguz. Sin embargo, en el año 646 d.C., cuando el bey uigur, Tumitu Ilteber (吐迷度), recibió el título chino de Prefecto. (en chino, 刺史; pinyin, cìshǐ) estableció un precedente legal para el dominio uigur. Los chinos aplastaron el Xueyantuo en 646 y nombraron a Uyghur khagan como Protector de Anbei (安北都護) sobre la estepa mongola.
De 648-657 d.C., los uigures, bajo Pojuan Ilteber (婆闰), trabajaron como mercenarios para los chinos en su anexión de la cuenca del Tarim. En el año 683 d.C., el bey uigur Tuchiachi fue derrotado por los Göktürks y la tribu uigur se trasladó al valle del Río Selenga. Desde esta base, lucharon contra el Segundo Imperio Göktürk.
En el año 688 d.C., los Göktürk controlaban de nuevo a los Ugyhur. Tras una serie de revueltas coordinadas con sus aliados chinos, los uigures se convirtieron de nuevo en los líderes de Tokuz-Oguz y Tiele. En el año 744 d.C., aprovechando el cambio de poder causado por el Batalla de Talas, los uigures, con sus aliados Basmyl y Qarluq, bajo el mando de Qutlugh Bilge Köl, con el general chino Wang Zhongsi (王忠嗣) derrotaron a los göktürks. Al año siguiente, fundaron el khaganate uigur en el monte sagrado Ötüken. El control del monte Ötüken había sido, desde el Xiongnu, un símbolo de autoridad sobre la estepa mongola.

## Kanato uigur (AD 744–840)

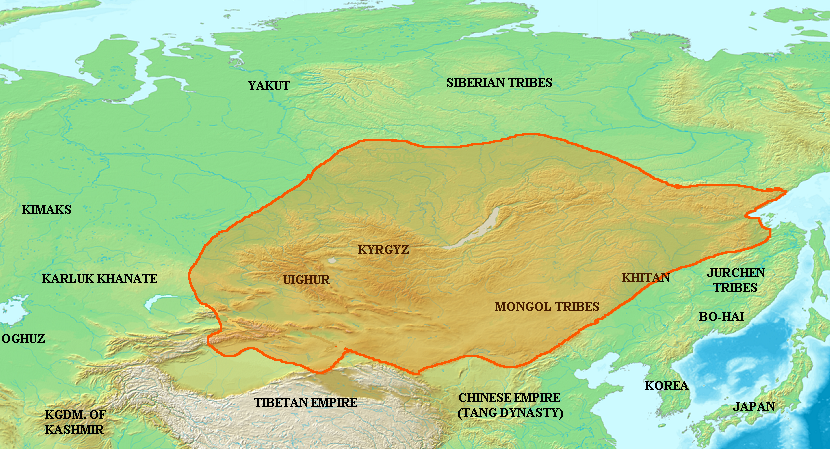
Kanato uigur en el contexto geopolítico c AD 800

Llamado apropiadamente "On Uyghur Toquz-Oghuz Orkhon Khanate", el Khaganate Uyghur se extendió desde el Mar Caspio hasta  Manchuria y duró desde el 745 hasta el 840 d.C. Fue administrado desde la capital imperial Ordu-Baliq, una de las ciudades antiguas más grandes de Mongolia. Durante la fase imperial, el término Uyghur (en chino, 维吾尔; pinyin, Wéiwú'ěr) denotó a cualquier ciudadano del Kanato uigur, a diferencia de la tribu uigur.
Un gran número de refugiados Sogdian llegaron a Ordu-Baliq para escapar de la conquista islámica de su patria. Convirtieron a la nobleza uigur del budismo al maniqueísmo. Así, los uigures heredaron el legado de la cultura sogdiana. Los sogdianos dirigían la administración civil del imperio. Fueron útiles para flanquear las políticas diplomáticas chinas que habían desestabilizado la Jaganada de Göktürk. Peter B. Golden escribe que los uigures no solo adoptaron las el alfabeto sogdiano y las creencias religiosas de los sogdianos indoeuropeos, como el maniqueísmo, el budismo y el  cristianismo, sino que también consideraron a los sogdianos como "mentores", a la vez que los fueron sustituyendo poco a poco a poco en su papel de la Ruta de la Seda comerciantes y proveedores. En efecto, los sogdianos que visten batas de seda se ven en las escenas de los  murales de Uyghur Bezeklik, en particular en la Escena 6.ª del Templo 9.º que muestra Donantes sogdianos al Buda
En el año 840 d.C., después de una hambruna y una guerra civil, el Jaganato Uyghur fue invadido por los Kirghiz, otro pueblo turco. Como resultado, la mayoría de los grupos tribales que antes estaban bajo control uigur emigraron a lo que ahora es el noroeste de China, especialmente al moderno Xinjiang Región Autónoma de Uyghur.
Durante la dinastía Tang, los chinos Han aprobaron varias leyes que imponían la segregación racial de los extranjeros respecto a los chinos. En 779, la dinastía Tang emitió un edicto que obligó a los uigures de la capital a vestir sus trajes étnicos, les impidió casarse con mujeres chinas y les prohibió fingir ser chinos. A los chinos no les gustaban los uigures porque practicaban la usura. El magistrado que emitió las órdenes puede haber querido proteger la "pureza" en la costumbre china.

## Reinos de  Uigur
Tras el colapso del kanato uigur, los uigures abandonaron Mongolia y se dispersaron en los Gansu y Xinjiang actuales.  En 843 fuerzas chinas vigilaron las sobras de Uyghur ubicadas en la provincia de Shanxi durante una rebelión, hasta que llegaron los refuerzos. Los uigures fundaron posteriormente dos reinos:
- Yugur, el estado más oriental formado por el pueblo Yugur fue el Reino de Ganzhou (870-1036 d.C.), con su capital cerca de la actual Zhangye en la provincia china de Gansu. Allí, los uigures se convirtieron del maniqueísmo al lamaísmo, tibetano y mongol-budismo. A diferencia de los pueblos turcos más al oeste, no se convirtieron más tarde al Islam. Sus descendientes son ahora conocidos como Yugurs o Yogir, Yugur, y Uiguresarios, que literalmente significan «Uigures amarillos» y son distintos de los uigures modernos. En AD 1028-1036, los Yugurs fueron derrotados en una guerra sangrienta y absorbidos por la fuerza en el reino Tangut. Estos Yugur se mantuvieron lamaístas y no se convirtieron al Islam.

- El reino de Qocho, creado en el 856-866 d.C., también se llama el estado "Idiqut" ("Santa Riqueza, Gloria"), y estaba basado en las ciudades de Qocho (capital de invierno) cerca de Turpan, Beshbalik (capital del verano), Kumul y Kucha. Un estado budista, con el budismo y el maniqueísmo patrocinados por el estado, puede ser considerado el centro de la cultura uigur.  Los uigures patrocinaron la construcción de muchas de las cuevas del templo en las cercanías de Bezeklik.  Los uigures abandonaron el antiguo alfabeto y adoptaron las escrituras de la población local, que más tarde se conoció como la escritura uigur.[21] Los Idiotas (título de los gobernantes de Karakhoja) gobernaron independientemente hasta que se convirtieron en un estado vasallo de los Kara-Khitans. En 1209, el gobernante Kara-Khoja Baurchuk Art Tekin declaró su lealtad a los mongoles bajo el mando de Genghis Khan y, como el reino existió como estado vasallo hasta 1335.  Después de someterse a los mongoles, los uigures se pusieron al servicio de los gobernantes mongoles como burócratas, proporcionando la experiencia de la que carecían los nómadas inicialmente analfabetos.[22] A los uigures del «Reino de Qocho» se les permitió una autonomía significativa de los mongoles, pero finalmente fue destruido por el Kanato de Chagatai mongol a finales del siglo XIV.

- Kara-Khanids. La dinastía de los Karakhans (kanatos negros) era un estado formado por una confederación de Carlucos, Chigils,Yaghmas y otras tribus turcas.[23] Algunos historiadores argumentaron que los Karakhaníes estaban ligados a los uigures del khaganato uigur a través del Yaghmas, un pueblo asociado con el Toquz Oghuz, aunque otros historiadores argumentaban de manera diferente.[24] El Karakhanid Sultán Satuq Bughra Khan. (920-956) se convirtió a Islam en 934, y una conversión masiva de los Karakhanids siguió en 960.  La primera capital de los Karakhanids fue establecida en la ciudad de Balasagun en el valle del río Chu y más tarde fue trasladada a Kashgar.

Los uigures modernos consideran que el reinado de los karakhaníes es una parte importante de la cultura y la historia de los uigures. Durante este período se construyeron mezquitas, escuelas, puentes y caravanas en las ciudades. Kasgar, Bukhara y Samarcanda se convirtieron en centros de aprendizaje, y se desarrolló la literatura turca. Entre las obras más importantes de la época está Kutadgu Bilig, en inglés: The Knowledge That Gives Happiness, escrito por Yusuf Balasaghuni entre los años 1060-1070, y Lughat-at-Turk (El diccionario turco) por Mahmud de Kashgar. Los tazkirahs de períodos posteriores, como el «Tazkirah de los cuatro imanes sacrificados», que cuenta la historia de los primeros karajaníes, ayudaron a forjar la identidad de los turcos que se instalaron en los asentamientos que se convirtieron en los modernos uigures.
Después del ascenso de los  turcos seleúcidas en Irán, los karakhaníes se convirtieron en vasallos de los selyúcidas.  Los estados de Karakhanid sometieron y sirvieron más adelante el suzerainty de los Kara-Khitans que derrotaron a los Seljuks en la Batalla de Qatwan.  Los estados de Karakhanid finalmente terminaron cuando fueron divididos entre los  Khwarezmids y los Kuchlug, un usurpador del trono de Kara-Khitan.
La mayoría de los habitantes uigures de las regiones de Besh Balik y Turpan no se convirtieron al islam hasta la expansión en el siglo XV de  kanato Yarkand, un estado sucesor turco-mongol con sede en Tarim occidental. Antes de convertirse al Islam, los uigures eran tengriistas, maniqueos, budistas, o nestorianos cristianos.

## Período mongol 1210–1760
El idiota uigur, Barchukh, se presentó voluntariamente. (r.1206-1227) y se le dio su hija, Altani (ᠠᠯᠲᠠᠨ) en 1209. A partir de la década de 1260, fueron controlados directamente por la Dinastía Yuan del Gran Khagan Kublai. (r.1260-1294). A partir de la década de 1270, los príncipes mongoles, Qaidu y Duwa, de Asia Central, lanzaron repetidamente incursiones en Uighurstan para tomar el control del Yuan. La mayoría de los uigures, incluida la dinastía gobernante, huyeron a Gansu. (bajo la dinastía Yuan) debido al conflicto entre los mongoles. Las tropas uigures sirvieron a la maquinaria de guerra mongola en Asia Central, China y Oriente Medio. Debido a que eran una de las muchas naciones altamente desarrolladas bajo los mongoles, los uigures ocupaban altos cargos en la corte mongola. Tata-tunga fue el primer escriba de Genghis Khan y cerebro detrás de la escritura uigur-mongoliana que los mongoles usaban hasta ahora. El fundador del Beylicato de Eretna (1335-1381) en Anatolia era un comandante uigur del Ilkanato.
El kanato de Chagatai era un gobernante mongol controlado por  Chagatai Khan, segundo hijo de Genghis Khan. El ulus de Chagatai, o territorio hereditario, consistía en la parte del Imperio Mongol que se extendía desde el río Ili, hoy en día en Kazajistán oriental, y Kashgaria, en la cuenca occidental del Tarim, a Transoxiana (moderno Uzbekistán y Turkmenistán). La fecha exacta en que el control de Turfan y otras áreas de Uighurtsan fue transferido a otra dinastía mongola, Chagatai Khanate, no está clara. Muchos estudiosos afirman que Chagatai Khan (m.1241) heredó Uighurstan de su padre, Genghis Khan, como igualación a principios del siglo XIII. En la década de 1330, los chagatayids ejercían toda la autoridad sobre el Reino Uigur en Turfan.
Después de la muerte del gobernante chagatayid Qazan Khan en 1346, el kanato de Chagatai se dividió en las mitades occidental (Transoxiana) y oriental (Moghulistan/Uyghuristan), que más tarde se conocieron como "Kashgar y Uyghurstan", según el historiador de Balkh Makhmud ibn Vali (Mar de Misterios, 1640). En 1348, el khan Mogul (mongol en persa), Tughlug Timur, se había convertido, junto con sus 160.000 súbditos.  Una pequeña dinastía mongola, Kara Del, fue fundada en Hami, donde también vivían los uigures en 1389.

### Mogulistan
El historiador de Kashgar Muhammad Imin Sadr Kashgari grabó a Uyghurstan en su libro Traces of Invasion (Huellas de invasión) en 1780. El poder en la mitad occidental recaía en manos de varios líderes tribales, sobre todo de los Qara'unas. Los kanes designados por los gobernantes tribales eran meros títeres. En el este, Tughlugh Timur (1347-1363), un oscuro aventurero chaghataite, logró ascender sobre los nómadas mongoles y se convirtió al Islam. En 1360, y de nuevo en 1361, invadió la mitad occidental con la esperanza de poder reunificar el kanato. En su mayor extensión, los dominios de Chaghataite se extendieron desde el Río Irtysh en Siberia hasta Ghazni en Afganistán, y desde Transoxiana hasta Cuenca del Tarim.
Tughlugh Timur fue incapaz de subyugar completamente a los gobernantes tribales. Tras su muerte en 1363, los mogoles abandonaron Transoxiana, y el líder de los Qara'unas', Amir Husayn, tomó el control de Transoxiana. Tīmur-e Lang (Timur el cojo), o Tamerlán, un musulmán nativo de Transoxiana que reclamaba descendencia de Genghis Khan, deseaba el control del kanato para sí mismo y se oponía a Amir Husayn. Tomó Samarcanda en 1366, y fue reconocido como emir en 1370, aunque continuó actuando oficialmente en nombre de los khans de Chagatai. Durante más de tres décadas, Timur utilizó las tierras de Chagatai como base para extensas conquistas, conquistando a los gobernantes de Herat en Afganistán, Shiraz en Persia, Bagdad en Irak, Delhi en la India, y Damasco en Siria. Después de derrotar a los turcos otomanos en Angora, Timur murió en 1405 mientras marchaba sobre la dinastía Ming China. La Dinastía timúrida continuó bajo su hijo,  Shah Rukh, quien gobernó desde Herat hasta su muerte en 1447.
Por 1369, la mitad occidental (Transoxiana y más al oeste) del Khanate de Chagatai había sido conquistada por Tamerlane en su tentativa de reconstruir el imperio mongol. La mitad oriental, en su mayor parte bajo lo que hoy es Xinjiang, permaneció bajo los príncipes de Chagatai que a veces estaban aliados o en guerra con los príncipes timuríes. Hasta el siglo XVII, todos los dominios restantes de Chagatai cayeron bajo el régimen teocrático de Uyghur Apak Khoja y su descendiente, los Khojijans, que gobernaron Altishahr en Tarim Basin.
Tanto la Cuenca del Tarim como la Transoxiana (en la actualidad Uzbekistán y Tayikistán) se conoció como  Moghulistán o  Mughalistán, llamado así en honor a la clase dominante de los estados de Chagatay y Timurid, que descendía de la tribu "Moghol" de Doghlat, pero que fue islamizada y turco en su idioma. Esta clase dominante timurí de Moghol estableció la regla timurí en el subcontinente indio conocida como el Imperio Mughal.
En la parte oriental del Kanato de Chagatai, conocido como el Khanato de Chagatai Oriental por los historiadores chinos y como  Moghulistan por los historiadores rusos, la cultura de los karakhanidas dominaba el estado mayoritariamente musulmán, y las poblaciones budistas de los antiguos idiomas de Karakhoja se convirtieron en gran medida a la fe musulmana. Todos los musulmanes que hablaban  Chagatai, sin importar si vivían en Turpan o en Kashgar, fueron conocidos por sus ocupaciones como Moghols (clase dominante), Sarts (comerciantes y habitantes de la ciudad) y Taranchis (granjeros). Esta triple división de clases entre el mismo pueblo turco musulmán también existía en Transoxiana, independientemente de que estuvieran bajo el timurí o el chagatay.
Se cree que la nación uigur moderna adquirió su actual composición demográfica e identidad cultural durante el período de Chagatai oriental. El Khanato de Chagatai Oriental estaba marcado por la inestabilidad y los reinos de la guerra interna, con Kashgar, Yarkant y Qomul como centros principales. Algunos príncipes Chagatay se aliaron con los timuríes y uzbekos de Transoxiana, y algunos buscaron ayuda de los budistas  Kalmyks. El príncipe chagatay Mirza Haidar Kurgan escapó de su patria devastada por la guerra, Kashgar, a principios del siglo XVI, a Tashkent timurí, sólo para ser desalojado por los invasores Shaybanid. Escapando a la protección de sus primos timuríes mogoles, entonces gobernantes de Delhi, India, ganó su último puesto como gobernador de  Cachemira, y escribió el famoso Tarikh-i-Rashidi, ampliamente aclamado como la obra más completa sobre la civilización uigur durante el reinado de Chagatay en el Turquestán Oriental.
Los Khojijans eran originalmente los Aq Tagh tariqa del orden Naqshbandi, que se originó en la Transoxiana Timurí. Las luchas entre dos prominentes tariqas de Naqshbandi, el Aq Tagh lik y el Kara Taghlik, engulleron el dominio oriental de Chagatai a finales del siglo XVII. Apaq Khoja triunfó como líder religioso y político nacional. La última princesa gobernante de Chagatay se casó con uno de los príncipes gobernantes de Khojijan (descendientes de Apaq) y fue conocida como Khanum Pasha. Ella gobernó brutalmente después de la muerte de su marido, y asesinó sin ayuda a muchos de sus rivales de Khojijan y Chagatayid. Era conocida por haber hervido viva a la última princesa Chagatayid que pudo haber continuado la dinastía. La dinastía Khojijan cayó en el caos, a pesar de la brutalidad de Khanum Pasha.
Durante las Guerras de la frontera de Ming Turpan, las invasiones chinas de la dinastía Ming derrotaron las invasiones del reino de Turpan de Uyghur.
El Emperador Zhengde de la dinastía Ming tuvo una relación homosexual con un líder musulmán uyghur de Hami. Su nombre era Sayyid Husain, y sirvió como supervisor musulmán en Hami durante la Guerra de la Frontera de Ming Turpan. Además de tener relaciones con hombres, el emperador de Zhengde también tuvo relaciones con mujeres. Buscó a las hijas de muchos de sus oficiales. El otro musulmán en su corte, un centroasiático llamado Yu Yung, envió bailarinas uigures a las habitaciones del emperador con fines sexuales. El emperador favorecía a las mujeres no chinas, como las mongolas y las uigures.
El emperador Zhengde se destacó por tener una mujer uigur como una de sus favoritas concubinas. Su apellido era Ma, y se dice que fue entrenada en artes militares y musicales, tiro con arco, equitación y canto de música de Turquestán.
La invasión de los Manchúes de la Dinastía Qing sobre los Jungares llevó la gobernación militar de Qing al Valle de Ili, al norte de la cuenca del Tarim. Los príncipes de Khojijan lucharon contra el gobierno de Qing hasta que la dinastía Qing fue derrocada por la Revolución Xinhai.

## Ocupación y control de la dinastía Qing 1760–1910
La dinastía Qing conquistó Mogolistán en el siglo XVIII. Invadió Dzungaria en 1759 y lo dominó hasta 1864. El territorio fue rebautizado como Xinjiang, poco después de la invasión Qing de los Dzungars. "Los historiadores estiman que un millón de personas fueron masacradas, y la tierra tan devastada que tomó una generación para que se recuperara".
En esa época tuvo lugar una trata de esclavos en Xinjiang. Los uigures eran administrados por un sistema de begs bajo el control de oficiales militares de Manchú.
Los chinos Han Hui, actualmente conocidos como Hui Chinese, y Han tuvieron que usar la coleta para demostrar lealtad a la dinastía, pero los musulmanes turcos como el Chanto Hui (Uyghur) y la Sala Hui (Salars) no tuvieron que usarla.  Después de la invasión de Kashgar por Jahangir Khoja, los musulmanes turcos suplicaron y los funcionarios en Xinjiang lucharon ansiosamente por el "privilegio" de llevar una coleta para mostrar su lealtad inquebrantable al Imperio. A los mendigos de alto rango se les concedió este derecho. El afán de Turki ruega llevar voluntariamente la coleta en contraste con los Han y los Hui, que se vieron obligados a llevarla.
Los chinos no distinguían entre los uigures turcos y los invasores de Jahangir, matando a los turcos que intentaban sobornar a los chinos y buscaban refugio en ellos. Muchos chinos y musulmanes chinos (Dungan) habían sido asesinados por Jahangir, por lo que estaban ansiosos de venganza.
En la revuelta de 1864, los uigures lograron expulsar a los funcionarios de la dinastía Qing de Turquestán Oriental, y fundaron un reino Kashgaria independiente, llamado Yettishar —país de las siete ciuadades—. Bajo el liderazgo de Yakub Beg, incluyó Kashgar, Condado de Yarkand, Hotan, Aksu, Kucha, Korla] y Turpan. El reino fue reconocido por el Imperio Otomano (1873), por Rusia Tsarista (1872) y Gran Bretaña (1874), que estableció una misión en la capital, Kashgar.
Las fuerzas musulmanas uigures bajo el mando de  Yaqub Beg declararon una yihad contra musulmanes chinos bajo Tuo Ming (T'o Ming) durante la revuelta Dungan (1862-1877). Los uigures pensaban que los musulmanes chinos eran Shafi`i, y como los uigures eran hanafi, debían hacer la guerra contra ellos. Yaqub Beg alistó a la milicia china no musulmana Han bajo el mando de Xu Xuehong (Hsu Hsuehkung) para luchar contra los musulmanes chinos. Las fuerzas de T'o Ming fueron derrotadas por Yaqub en la Batalla de Urumqi (1870), quien planeaba conquistar Dzungaria. Yaqub pretendía apoderarse de todo el territorio de Dungan. At Kuldja algunos musulmanes turcos tarchi masacraron a musulmanes chinos, obligándolos a huir a Ili.
Las fuerzas grandes de la dinastía de Qing (Manchú) bajo general Zuo Zongtang atacaron Kashgaria en 1876. Temiendo la expansión zarista en el Turquestán Oriental, Gran Bretaña apoyó a las fuerzas invasoras de Qing a través de préstamos de bancos británicos, principalmente a través del Boston Bank, ubicado en Hong Kong). Después de esta invasión, Turquestán Oriental fue rebautizada como "Xinjiang" o "Sinkiang", que a su vez significa "Nuevo Dominio" o "Nuevo Territorio", pero que en realidad debería conocerse como "Territorio Antiguo Recién Retornado" "旧疆新归" y fue acortada a "Xingjiang" "新疆" en chino, por el imperio Qing el 18 de noviembre de 1884.
Mientras tanto, el "Gran Juego" entre Rusia y Gran Bretaña estaba en marcha en Asia Central, con antiguas culturas étnicas desde Afganistán, pasando por Tayikistán y Uzbekistán hasta Uyghurstán siendo divididas. Las líneas artificiales trazadas entre los hablantes chiitas de  persa oriental y  tayiko y sunní chagatai dentro de la misma esfera cultural uzbeka dieron lugar a las nacionalidades tayika y uzbeka modernas, mientras que las poblaciones Sart-Taranchi alrededor de Kashgar(Xinjiang) y Andijan(Uzbekistán) se dividieron en uigures y uzbekos, Turpan, Hami, Korla, Kashgar, Yarkant, Yengihissar, Hotan, Yining a través de la cuenca del Tarim y los bordes de Xinjiang, fueron clasificados como uigures.
A lo largo de la dinastía Qing, los sedentarios habitantes uigures de los oasis alrededor de los tarim que hablaban dialectos  Qarluq/Old Uyghur-Chagatay , eran conocidos en gran medida como Taranchi, Sart, gobernados por sus Moghul gobernantes de Khojijan. Otras partes del mundo islámico todavía conocían esta zona como Moghulistan o como la parte oriental del Turquestán.
Antes de ser reorganizada como la provincia de Xinjiang por Qing, esta región era más conocida como Hui Jiang en China, o "territorio islámico".

## La era republicana 1910–1949
Los uigures se identificaban entre sí por su oasis, como Keriyanese, Khotanese, o Kashgari. Los soviéticos se reunieron con los uigures en 1921 durante una reunión de líderes turcos en Tashkent. Esta reunión estableció la Unión Revolucionaria Uigur (Inqilawi Uyghur Itipaqi), una organización nacionalista comunista que abrió secciones subterráneas en las principales ciudades de Kashgaria y estuvo activa hasta 1926, cuando los soviéticos reconocieron el gobierno de Qing Sinkiang y concluyeron acuerdos comerciales con él.
En 1920, el nacionalismo uigur se había convertido en un desafío para el señor de la guerra chino Yang Zengxin (杨增新), que controlaba Siankiang. El poeta de Turpan Abdulhaliq, tras haber pasado sus primeros años en Semey (Semipalatinsk) y en los centros intelectuales de Jadid en Uzbekistán, regresó a Sinkiang con un seudónimo que más tarde calificó de apellido: "Uyghur". Escribió el famoso poema nacionalista Oyghan, que se abrió con la línea "Ey pekir Uyghur, oyghan!" (¡Pobre Uyghur, despierta!). Más tarde fue martirizado por el señor de la guerra chino Sheng Shicai en Turpan en marzo de 1933 por incitar sentimientos nacionalistas uigures a través de sus obras.
Había varias facciones uigures durante el gobierno de Yang en Xinjiang, que no se casaban entre sí y eran rivales feroces. Los uigures de Qarataghlik se contentaban con vivir bajo el dominio chino, mientras que los uigures de Agtachlik se mostraban hostiles al dominio chino.
Los activistas independentistas uigures organizaron varios levantamientos contra el gobierno de Qing y Sheng-Kuomintang. Dos veces, en 1933 y 1944, los uigures recuperaron con éxito su independencia (respaldados por el Soviet José Stalin): la Primera República del Turquestán Oriental fue un intento efímero de independencia de la tierra alrededor de Kashghar, y fue destruida por el ejército musulmán chino bajo el mando del general Ma Zhancang y Ma Fuyuan en el Batalla de Kashgar (1934). Los uigures se habían rebelado contra los kirguises, que era otro pueblo turco. Los kirguises estaban enojados con los musulmanes chinos por aplastar a sus Rebelión kirguís, así que ellos y los uigures de Kashgar atacaron a los musulmanes chinos que quedaban por matar junto con los chinos Han durante su revuelta.
La Segunda República de Turquestán Oriental existió de 1944 a 1949 en lo que hoy es la Prefectura Autónoma de Ili Kazajistán. La rebelión de Ili fue liderada por el Kuomintang contra la Segunda República de Turquestán Oriental, la Unión Soviética, y la República Popular de Mongolia.
Los uigures independentistas se dividieron entre las facciones pro Turquía y pro soviéticas las cuales se enfrentaron violentamente.

## Desde 1949 hasta  el presente

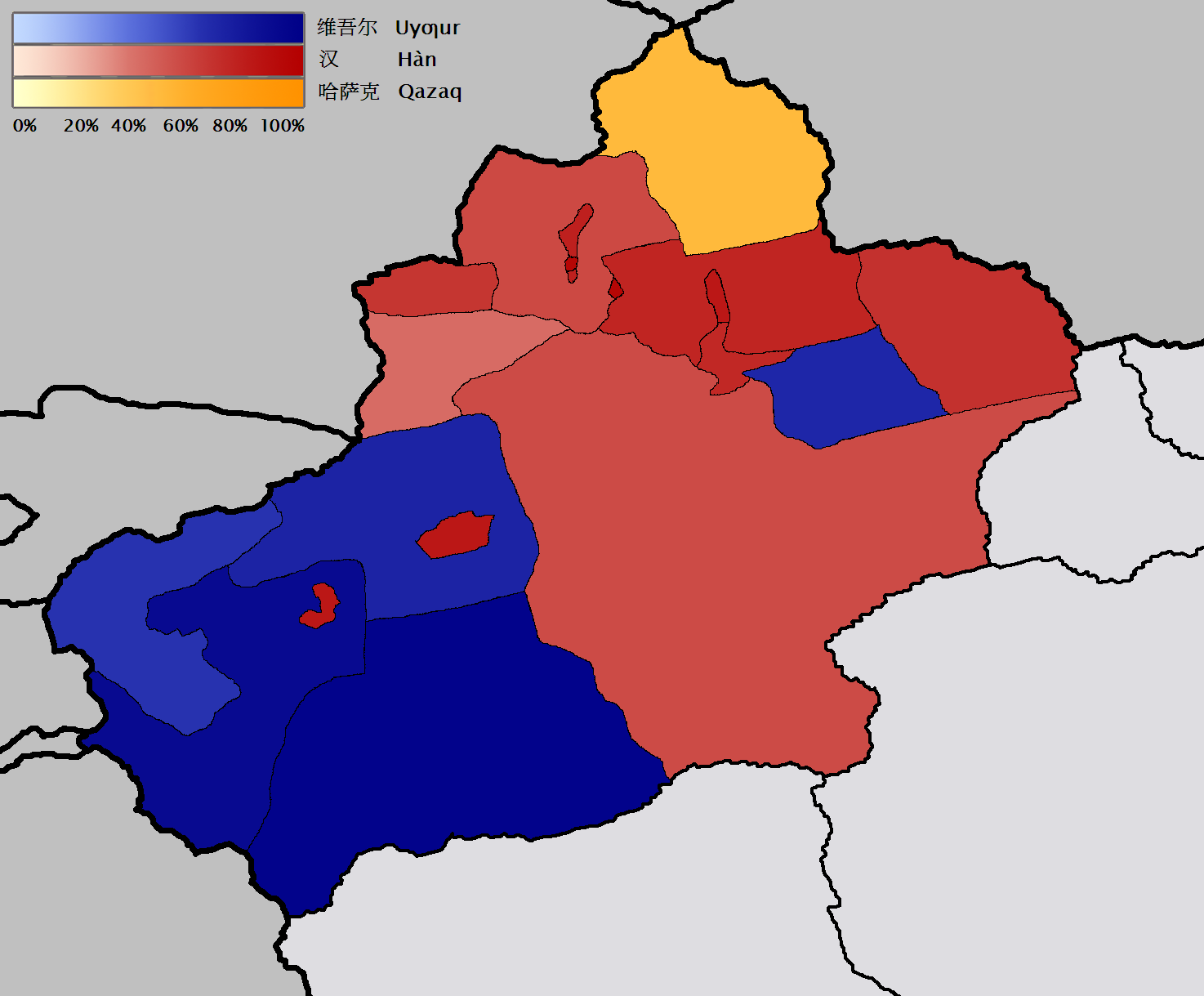
Mapa de Turquestán Oriental (Xinjiang), las prefecturas con mayoría uigur están en azul

En 1949, después de que los nacionalistas chinos (Kuomintang) perdieran la guerra civil en China, los gobernantes de la Segunda República del Turquestán Oriental se negaron a formar una relación confederada dentro de la República Popular China de Mao Zedong; sin embargo, un accidente de avión mató a muchos de los miembros de la delegación de la República del Turquestán Oriental. El líder sobreviviente, Saifuddin Azizi, se unió al Partido Comunista Chino y profesó lealtad al PRC. Poco después, el General Wang Zhen marchó sobre el Turquestán Oriental a través de los desiertos, reprimiendo los levantamientos anti-invasión. Mao convirtió la Segunda República de Turquestán Oriental en la Prefectura Autónoma de Ili Kazajistán y nombró a Azizi como el primer gobernador del Partido Comunista de la región. Muchos leales republicanos huyeron al exilio en Turquía y en los países occidentales.
El nombre Xinjiang fue cambiado a Xinjiang Uyghur Autonomous Region, donde son el grupo étnico más grande. Los uigures se concentran principalmente en el suroeste de Xinjiang.
Las Naciones Unidas y muchos informes de los medios de comunicación internacionales han dicho que hay hasta un millón de personas detenidas en campos de reeducación de uigures en Xinjiang.
El 24 de octubre de 2018, la BBC dio a conocer los detalles de una extensa investigación sobre los "campos ocultos" de China y la medida en que la República Popular va a mantener el llamado «pensamiento correcto».